# Виссер, Ангела
Ангела Виссер (нидерл. Angela Visser; род. 18 октября 1966, Ньиверкерк-ан-ден-Эйссел) — голландская актриса

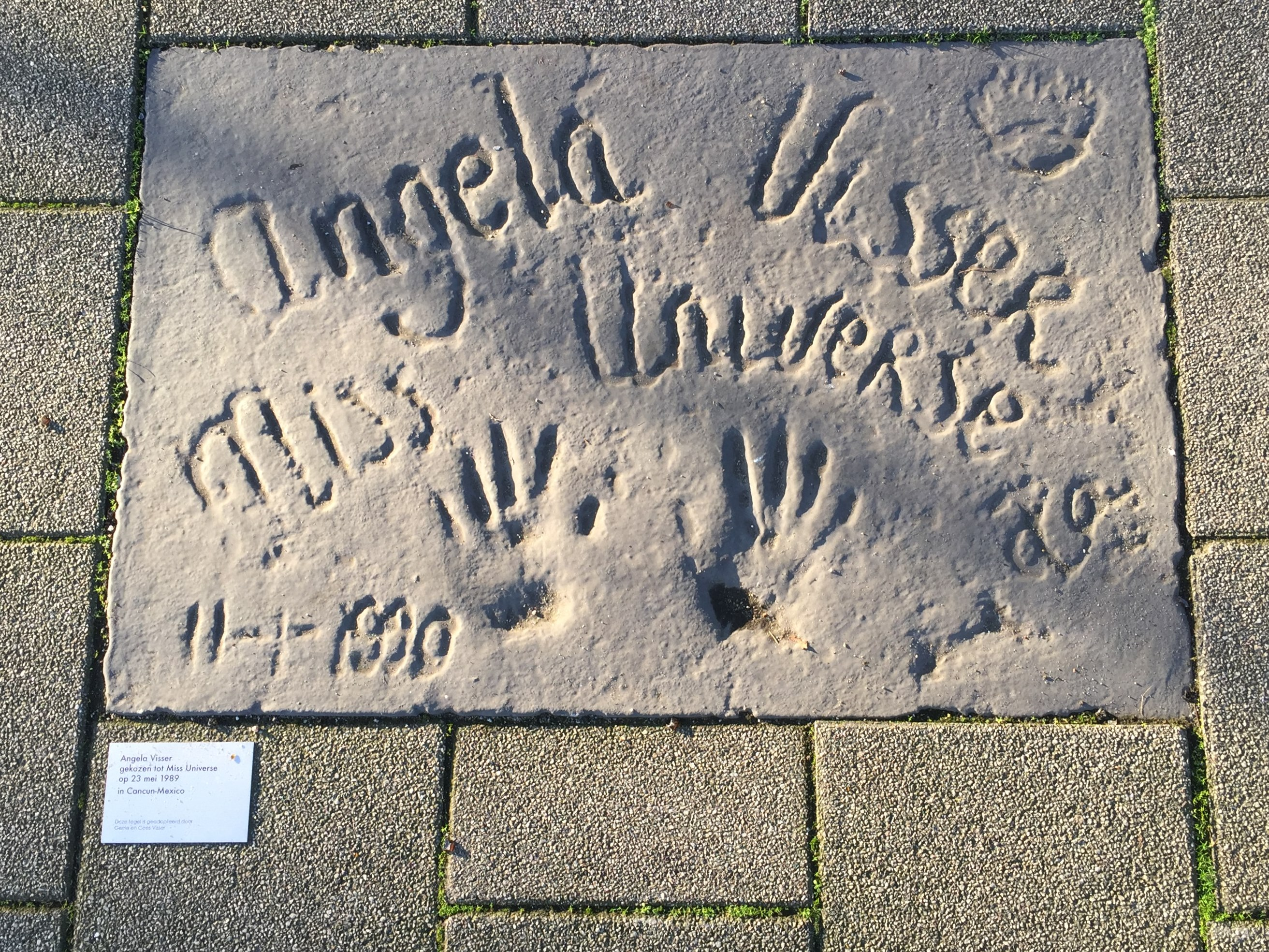
Отпечаток руки Ангелы Виссер на станции метро Zuidplein в Роттердаме.

, фотомодель и королева красоты, получившая титул Мисс Вселенная 1989 года. Она была первой голландкой, выигравшей титул Мисс Вселенная. Ранее работавшая моделью и косметологом, в августе 1988 года она стала Мисс Голландией.

## Биография
Ангела Виссер родилась 18 октября 1966 года в небольшом нидерландском городке Ньиверкерк-ан-ден-Эйссел. 
5 мая 1990 года вместе с тогдашним мэром Роттердама Брэмом Пепером открыла Европейскую аллею славы. Она также была первой, кто получил свою плитку вместе с известным голландским певцом Ли Тауэрсом.

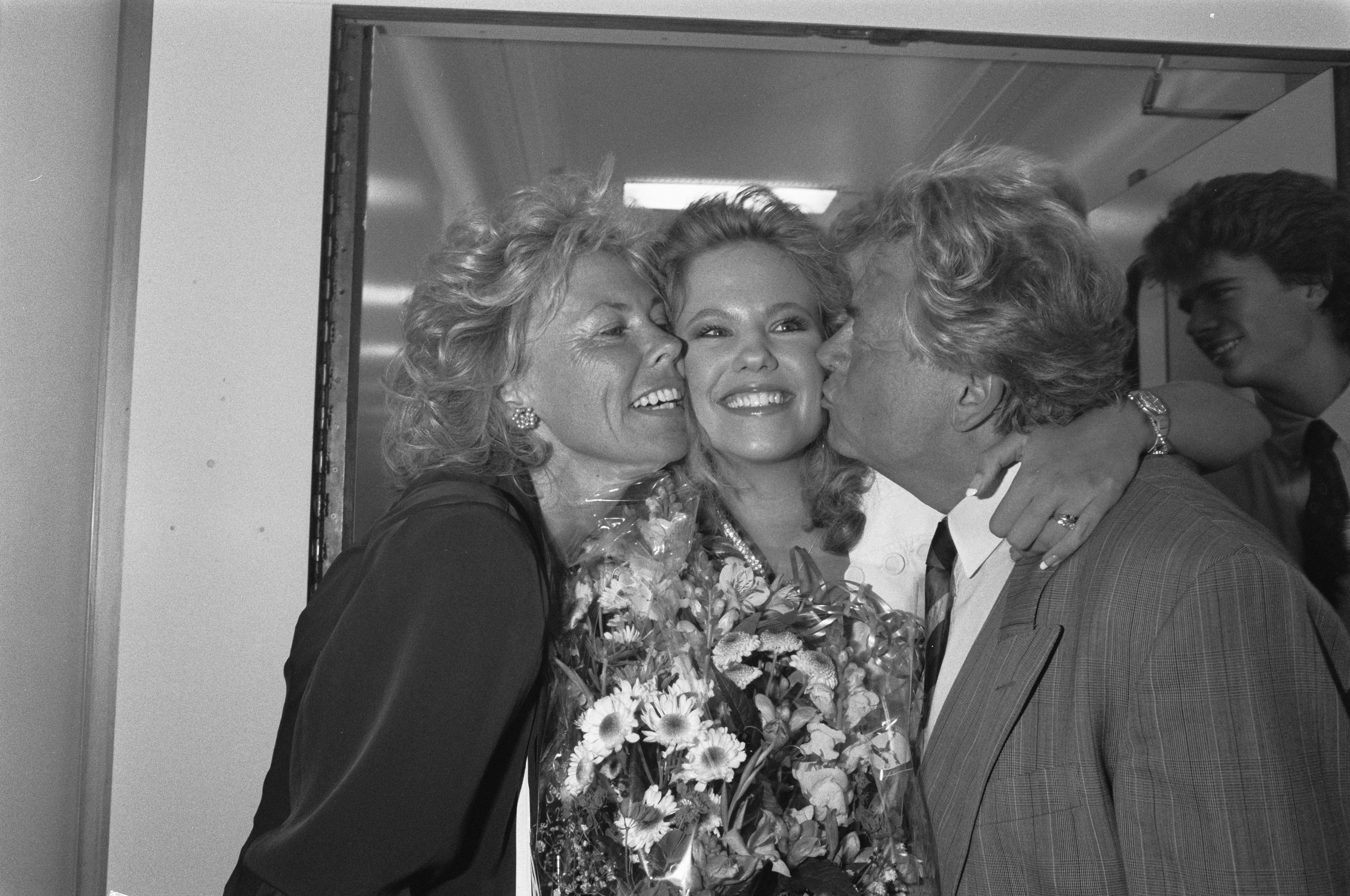
Ангела Виссер принимает поздравления с победой

За несколько месяцев до этого она участвовала в конкурсе «Мисс Мира 1988», но не попала даже в первую десятку. Затем, на конкурсе «Мисс Вселенная 1989», Ангела победила во всех трёх полуфинальных конкурсах, и было очевидно, что судьи выбрали ее практически единогласно. Второе место после нее заняла Луиза Древенштам (Камуто) из Швеции, за ней последовали девушки из США, Польши и Мексики. В первую десятку вошли делегаты из Германии, Венесуэлы, Финляндии, Ямайки и Чили. 

## Избранная фильмография Виссер
| Year      | Title                      | Role                | Notes                                                         |
| --------- | -------------------------- | ------------------- | ------------------------------------------------------------- |
| 1992      | Hot Under the Collar       | Catherine           |                                                               |
| 1992      | Killer Tomatoes Eat France | Marie               |                                                               |
| 1992      | The Ben Stiller Show       | Anna / Receptionist | 2 episodes                                                    |
| 1993      | Acapulco H.E.A.T.          | Melody              | Episode: "Code Name: Million Dollar Ladies (a.k.a. Vanished)" |
| 1993      | Beverly Hills, 90210       | Nina                | 2 episodes                                                    |
| 1993      | Blossom                    | Ethel the Mermaid   | 2 episodes                                                    |
| 1993–1994 | Baywatch                   | Greta / Elke        | 2 episodes                                                    |
| 1995      | Friends                    | Samantha            | Episode: "The One Where the Monkey Gets Away"                 |
| 1995      | Boy Meets World            | Rebecca-Alexa       | Episode: "Train of Fools"                                     |
| 1996      | Spy Hard                   | Georgeous Blonde    |                                                               |
| 1997–1999 | USA High                   | Ms. Gabrielle Dupre | 95 episodes                                                   |